# Subantarktisk lira
Subantarktisk lira (Puffinus elegans) är en fågel i familjen liror inom ordningen stormfåglar. Fågeln häckar på öar i Sydatlanten och utanför Nya Zeeland. Den ansågs tidigare utgöra en underart till dvärgliran (Puffinus assimilis), men urskiljs numera oftast som egen art.

## Utseende och läte
Subantarktisk lira är en liten lira med en kroppslängd på 25–30 cm och vingspannet 58–67 cm. Den har relativt kort näbb, korta breda vingar och tvåfärgat utseende med mörk ovansida och ljus under. Ovansidan är svart, i fräsch dräkt grå. Undersidan av vingen är vit med smala svarta kanter och vissa gråaktiga fjädrar i vinghålorna. Kanten mellan det svarta och vita i ansiktet går nedanför ögat. Näbben är svartaktig med blågrå sidor, ben och fötter blå och ögat svart. Lätet har inte beskrivits.
Liknande dvärgliran (som den tidigare behandlades som underart till, se nedan) är något nättare och har vitare ansikte med kanten mellan svart och vitt genom eller ovan ögat.

## Utbredning och systematik
Subantarktisk lira häckar på Tristan da Cunha och Goughön i Sydatlanten samt i Chathamöarna och Antipodöarna utanför Nya Zeeland. Populationen av små liror på Île Saint-Paul tillhör troligen denna art, Fåglar observeras också utanför Chile, men det är oklart om dessa tillhör något okänd häckningsbestånd.

## Systematik
Fågeln betraktades tidigare som en underart till dvärglira (Puffinus assimilis) och vissa gör det fortfarande. Den behandlas som monotypisk, det vill säga att den inte delas in i några underarter.

## Levnadssätt
Fågeln häckar i grunda bohålor och lägger ägg mellan slutet av augusti och början av oktober. Ungarna är flygga från slutet av december till mitten av februari. Till havs ses den enstaka eller i flockar om upp till 200 fåglar. Födan är dåligt känd, men små bläckfiskar och krill har noterats.

## Status och hot
Artens population har inte uppskattats och dess populationstrend är negativ, men utbredningsområdet är relativt stort. Internationella naturvårdsunionen IUCN anser inte att den är hotad och placerar den därför i kategorin livskraftig.